# Лушаньский пленум
Лушаньский пленум, Лушаньская конференция (кит. 庐山会议) — восьмой пленум ЦК КПК, прошедший в июле — августе 1959 года, на котором выявились разногласия в руководстве КПК вследствие провала политики Большого скачка. На пленуме часть руководства КПК во главе с министром обороны маршалом Пэн Дэхуаем потребовала прекратить «левацкие эксперименты» в экономике.
Центральным событием пленума стала уничижительная критика, которой Мао Цзэдун подверг Пэн Дэхуая и его сторонников, выступивших против политики Большого скачка. Мао призвал членов Политбюро заявить, на чьей они стороне, и пригрозил создать «другую освободительную армию» и новое социалистическое государство — в случае, если нынешняя армия не поддержит его курс.
По итогам пленума было принято решение освободить Пэн Дэхуая, Хуан Кэчэна, Чжан Вэньтяня, Чжоу Сяочжоу и других от их должностей в министерстве обороны, министерстве иностранных дел и провинциальных партийных комитетах. Министром обороны был назначен маршал Линь Бяо.
Так же, как кампания «Ста цветов» положила конец интеллектуальной оппозиции в КПК, Лушаньский пленум обозначил невозможность существования политических разногласий в рядах партийного руководства. Открытая конфронтация с Пэном и его сторонниками привела к травле последних во время культурной революции в середине 1960-х годов.
Политическим фоном Лушаньского пленума стало осуждение политики Мао со стороны СССР и расторжение советско-китайского договора по ядерному сотрудничеству, а также восстание в Тибете и побег Далай-ламы XIV-го в Индию, приведшие к обострению отношений между двумя государствами.